# Repeteco (história em quadrinhos)
Repeteco (Seconds, em inglês) é uma história em quadrinhos de Bryan Lee O'Malley. Publicado em 15 de julho de 2014, pela Ballantine Books, o romance conta a história de Katie Clay, chefe de cozinha de um próspero restaurante, que obtém a habilidade de consertar seus erros do passado anotando-os em um caderno, comendo um cogumelo, e adormecer. Abusando do poder de tornar sua vida perfeita, Katie acaba criando mais problemas para si mesma.

## Resumo da trama

O “cartão de instrução imaculadamente impresso” que Katie encontra em sua gaveta

Katie é a proprietária fundadora de um restaurante chamado "Seconds". Ela habita um quarto e é despertada uma noite por uma misteriosa garota de cabelos brancos chamada Lis, que dá à Katie um bloco de notas, um único cogumelo e instruções para ela seguir para lançar um feitiço de "refazer" para para corrigir seus erros do passado.
Katie encontra mais cogumelos sob o piso do restaurante e os usa para resolver problemas que surgem com a construção de um novo restaurante, seu relacionamento com o ex-namorado e para evitar ferimentos em uma garçonete chamada Hazel.
Apesar da regra de Lis de um cogumelo por pessoa, Katie ignora as preocupações de Lis e usa os cogumelos para tornar sua vida perfeita, mas sem querer cria mais problemas como resultado e interrompe o equilíbrio de tempo e espaço.

## Personagens
Katie é a personagem principal e fundadora do restaurante. Ela quer abrir um novo restaurante com seu sócio, Arthur. No entanto, ela fica em uma situação difícil quando ganha a habilidade de reescrever o passado.
Lis é o espírito da casa que assombra Katie. Ela é a dona dos cogumelos que podem reescrever o passado e também quem apresentou Katie a esses cogumelos; mesmo que ela só tenha dado a Katie um. Lis veste as roupas e come a comida que Hazel deixa no restaurante para mantê-la feliz.
Arthur é o novo parceiro de negócios de Katie que quer abrir um novo restaurante, chamado Katie's, com ela.
Max é o ex-namorado de Katie que terminou com ela quando ela não contou a ele sobre o novo restaurante que queria. Eles se conheceram quando Max trabalhava na cozinha do restaurante. Ele finalmente volta com ela sem saber devido a Katie e os cogumelos.
Hazel é uma garçonete tímida que se aproxima de Katie depois que ela sofre um acidente em que queima os braços. No entanto, Katie faz com que o acidente não aconteça com os cogumelos. Ela mora com a avó e faz compras em brechós. É revelado que Hazel deixa presentes para o espírito da casa, Lis, para mantê-la feliz.
Chef Andrew é o cara que substituiu Katie como chefe de cozinha. Ele também é o cara com quem Katie traiu Max na história.

## Recepção
Repeteco recebeu críticas positivas. IGN concedeu-lhe um 8.8/10, com o revisor Jesse Schedeen chamando-o de "uma ótima maneira de acompanhar a mega-popular série Scott Pilgrim." Ben Travis, do The Telegraph, também deu uma crítica calorosa à história "Como um romance autônomo", escreve Travis, "Repeteco pode não ter o escopo da série Scott Pilgrim, mas é uma peça perfeitamente formada. Embora algumas obras de arte carregadas de cultura pop percam relevância rapidamente, a honestidade e a humanidade em Repeteco farão com que os leitores retornem sempre."

## Adaptação para o cinema
Em abril de 2022, foi anunciado que Blake Lively iria dirigir uma adaptação cinematográfica de Repeteco para a Searchlight Pictures, com Edgar Wright (que dirigiu e co-escreveu a adaptação cinematográfica da série Scott Pilgrim de O'Malley) escrevendo o roteiro e produzindo o filme ao lado de Marc Platt.